# Linda Mvusi
Linda Mvusi (khoảng năm 1955 tại Bloemfontein-) là một nữ diễn viên và kiến trúc sư người Nam Phi. Mvusi đã giành giải thưởng dành cho nữ diễn viên xuất sắc nhất tại Liên hoan phim Cannes 1988 cho vai diễn trong bộ phim A World Apart do Chris Menges đạo diễn. Mvusi là người Nam Phi đầu tiên nhận được giải Nữ diễn viên xuất sắc nhất tại Cannes. Mvusi cũng chia sẻ một giải thưởng xuất sắc cho kiến trúc của mình tại Bảo tàng Apartheid.

## Tiểu sử
Linda Mvusi được sinh ra ở Bang Tự do vào khoảng (khoảng) năm 1955 và được nuôi lớn ở Bắc Rhodesia, Ghana và Kenya. Cô được đào tạo như một kiến trúc sư và đang thực hành nghề thủ công của mình ở Harare khi cô gặp Chris Menges, người đang cố gắng tìm địa điểm cho bộ phim của anh, A World Apart, gần Bulawayo. Mvusi ban đầu cảnh giác với bộ phim này vì cô nghi ngờ đây là một bộ phim được thực hiện bởi người ngoài với tiền nước ngoài cho một khán giả nước ngoài. Mvusi cảm thấy rằng hàng triệu đồng tiền nước ngoài đang ngăn người châu Phi kể câu chuyện của chính họ. Cô nói "các nhà sản xuất phim trắng [đang] kìm hãm sự phát triển của chúng ta, quan điểm của chúng ta về lịch sử [và] thực tế của chính chúng ta". Tuy nhiên, Menges đã gây ấn tượng với cô khi anh bắt đầu phân vai người dân địa phương và các thành viên ANC vào dàn diễn viên.
Bộ phim dựa trên một vở kịch tự truyện của Shawn Slovo. Bộ phim kể về câu chuyện của Shawn Slovo, mười ba tuổi, con gái của Joe Slovo. Nó chủ yếu nói về cuộc sống của mẹ cô Ruth First. Bộ phim khám phá mối quan hệ giữa cô con gái và người mẹ da trắng. Người mẹ cam kết chiến đấu chống lại sự áp bức chính trị ở Nam Phi, nhưng áp lực của gia đình và chính trị va chạm và khiến gia đình tan vỡ. Nó được thiết lập vào thời của chế độ apartheid ở Nam Phi. Joe Slovo khi đó là người đứng đầu đảng cộng sản ở Nam Phi. Trong phim, tên của cha mẹ được đổi thành Gus và Diana Roth và con gái của họ được đổi tên thành Molly. Trong cuộc sống thực và trong phim, họ thuê một người giúp việc để chăm sóc con của họ. Người phụ nữ Elsie này được Mvusi đóng trong phim.